# Macrodorcas recta recta
Macrodorcas recta recta es una subespecie de coleóptero de la familia Lucanidae.

## Distribución geográfica
Habita en Corea y Japón.